# S.D. Kjærsgaard
S.D. Kjærsgaard A/S er en dansk Case-jordbrugsmaskinforhandler og maskinværksted med hovedkvarter i Frejlev og maskinforretninger i Vrå, Hornslet og Ringsted. I 2023 omsatte de for 492 mio. kr. Virksomheden har ca. 100 ansatte og ejes af Palle Kjærsgaard, der etablerede virksomheden i 1982.
I Deres sortiment har de maskiner fra Case IH, Case Construction og CNH Industrial.